# Zapp Brannigan
Kapten Zapp Brannigan är en fiktiv karaktär i den animerade tv-serien Futurama. 
Hans röst görs av Billy West, även om det ursprungligen var tänkt att Phil Hartman skulle göra den (vilket förhindrades av den senares död). Brannigan är 25-stjärnig general i the Democratic Order of Planets och kapten för skeppet Nimbus. Han förekom först i seriens fjärde avsnitt, i vilket han har stor betydelse. I avsnittet fattar Brannigan tycke för Leela, som han uppvaktar under resten av serien.
Brannigan porträtteras som en respekterad krigshjälte i den allmänhetens ögon, men som starkt ogillad av den egna besättningen, i synnerhet av hans ständigt lidande andreman Kiff Croker. Även om han är beryktad för sitt hjältemod och sitt strategiska snille så står det snart klart att han är sexistisk, feg och korkad. Brannigan är helt oberörd när det gäller militära förluster och det framkommer att de flesta av hans segrar har varit pyrrhussegrar, åstadkomna tack vare många soldaters död på slagfältet.